# Governatorato di Siedlce
Il governatorato di Siedlce (in polacco: Gubernia siedlecka) fu un'unità amministrativa (governatorato) del Regno del Congresso (Polonia).

## Storia
Fu creato nel 1867 dalla divisione del governatorato di Lublino, e fu pertanto ricreato l'ex governatorato di Podlachia, ridenominato governatorato di Siedlce.